# Asecs

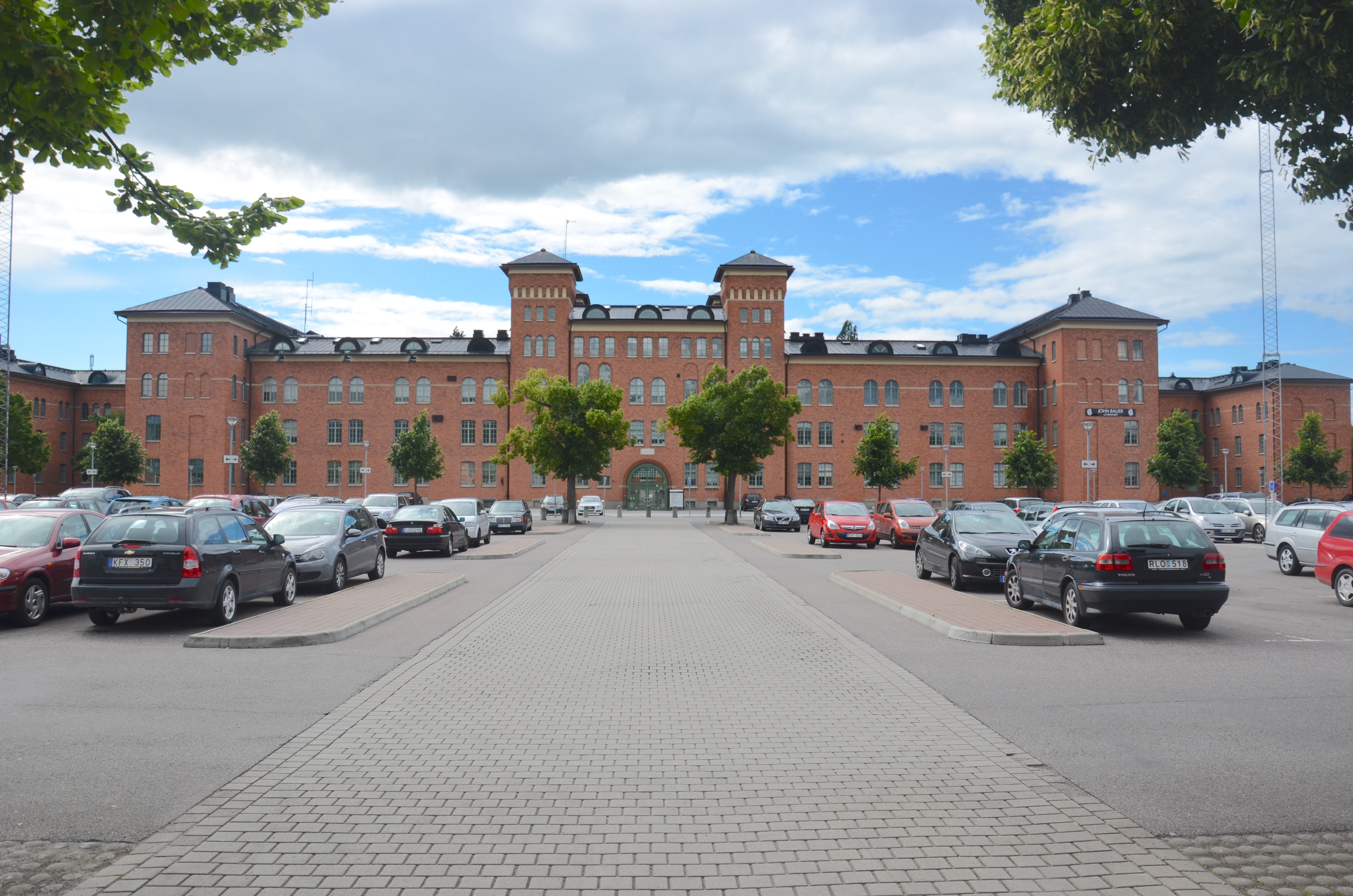
A 6 tidigare kanslibyggnad

Asecs, tidigare A6 Köpcentrum, är ett köpcentrum som ligger vid E4:an i Jönköping. Området invigdes den 2 april 1987 och kallades fram till 2017 A6 center. På platsen fanns tidigare Smålands artilleriregemente (A 6), som lades ned 1985.
Byggnaderna renoverades under åren 2017 till 2019 och inrymmer såväl nationella som lokala butiker. På Asecs finns även en familjelounge, ett mindre lekland och en skatepark.

## Handel
Köpcentret ligger på både norra och södra sidan om motorvägen Europaväg 4 och sammanbinds av en inbyggd bro, som också utgör delar av köpcentret. Den ursprungliga byggnaden ligger på den norra sidan, men med tiden har köpcentret utvidgats åt både söder och öster. Byggnaden rymmer många olika butiker och storföretag. Det går även att åka tåg till Asecs. Den närmaste stationen ligger vid Rocksjön.

## Historik
De ursprungliga byggnaderna utgör ett tidigare kasernetablissement för Smålands artilleriregemente (A 6), som upplösts och avvecklades den 30 juni 1985. Därifrån namnet A6 center och från 2017 Asecs. Köpcentrumet ligger huvudsakligen på det område som tidigare utgjorde förråds- och motorområdet vid regementet. Efter att regementet avvecklats köpte Jönköpings kommun 365 hektar av totalt 370 hektar för 12 miljoner kronor. Commercial City Center AB köpte sedan 25 hektar av marken, den del med bland annat kasernbyggnaderna. I april 1987 omvandlades regementsområdet till A6 Center, vilket består av ett köpcentrum på förråds- och motorområdet, samt kontorslokaler i de före detta kasernerna.  Åren 2017–2019 bygges köpcentrumet ut i ett antal etapper.
Vid lunchtid den 7 juni 2019 utrymdes köpcentret på grund av en misstänkt gasläcka, efter att ett femtiotal besökare drabbats av svimningar och kräkningar.